# BornholmerFærgen

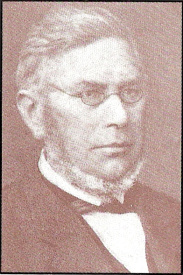
Procurator H.P. Lund; medeoprichter van 'Dampskibsselskabet paa Bornholm af 1866 A/S

BornholmerFærgen is een Deense rederij met als thuishaven Rønne op Bornholm. Het bedrijf maakt samen met AlsFærgen, FanøFærgen, LangelandsFærgen en SamsøFærgen deel uit van Færgen A/S. Bij de fusie in 2007 besloot Nordic Ferry Services dat al deze rederijen de huiskleuren en het logo van BornholmerFærgen zouden voeren. Per 1 oktober 2010 is de naam Færgen A/S en heeft de rederij haar hoofdkantoor boven de terminal in de haven van Rønne. Vanaf 2018 is Mols-Linien de eigenaar.

## Geschiedenis
De verbinding tussen Bornholm en de rest van Denemarken was vroeger slecht. In 1857 werd er een routevaart tussen Rønne en Kopenhagen opgericht. De schroefstoomboot Merkur zou de route in de warme maanden bezeilen terwijl goederenschepen de wintermaanden voor hun rekening namen. Merkur was echter niet geschikt voor de stijgende transportbehoefte. Een aantal vooraanstaande Bornholmers zag dat in en zette zelf een bedrijf op.

### In het begin
1866
De Dampskibsselskabet paa Bornholm af 1866 A/S wordt op 14 februari 1866 opgericht, met als bestuursleden consul Ad. Rasch, koopman J.J. Thorsen, procurator H.P. Lund, en de landbouwers H.C. Lohmann en H.K. Jespersen. De schepen werden al snel de '66-schepen genoemd. In het begin waren dit hoofdzakelijk stoomschepen. Vandaar de toevoeging S/S ('Steam Ship', in het Deens: DS (Dampskib).) In principe werd er alleen in de zomermaanden gevaren, van maart tot oktober.
Vanaf 3 november 1866 maakte het eerste schip, de S/S Skandia, een wekelijkse oversteek naar Kopenhagen. Reeds in 1873 kwam het tweede schip, S/S Heimdal, in de vaart. Er kwam een verbinding naar Ystad en Trelleborg en een verbinding naar Kopenhagen. De afstand van 24 zeemijl werd afgelegd in ca. 10-12 uur, al naargelang het weer en de stroming op de Oostzee.
1876
In Nexø werd een concurrerende rederij opgericht, de Aktieselsskabet Det østbornholmske Dampskibsselskabet, die tot 12 juni 1979 bleef bestaan. Haar schip, de S/S Erna, voer van Nexø naar Svaneke, Allinge en Hasle naar Kopenhagen.

### Deense staat wordt eigenaar
1973
De Deense staat neemt de controle over.
1978
De Povl Anker wordt in gebruik genomen
2000
De catamaran Villum Clausen komt in de vaart.

### Privatisering
2004
De Deense staat besteedt de routes van en naar Bornholm uit. De terminal van Kopenhagen verhuist naar Køge.
2005
Bornholmstrafikken A/S wordt opgericht. Nieuwe ROPAX-vaartuigen Hammerodde en Dueodde worden in gebruik genomen.
2007
Bornholmstrafikken A/S gaat een 50/50-samenwerkingsverband aan met Clipper Group A/S en richten Nordic Ferry Services A/S op.
2009
In 2009 werd de rederij medeoprichter van luchtvaartmaatschappij Wings of Bornholm.
2010
De M/S Hammerodde is gerenoveerd bij STX Europe. De Dueodde is verkocht aan de Nieuw-Zeelandse rederij Bluebridge. Bornholmstrafikken verandert van naam naar BornholmerFærgen.
2011
De Leonora Christina wordt in dienst genomen.
2016
De concessies voor de routes naar Bornholm vanaf 2018 tot 2028 zijn gewonnen door Mols-Linien. Dit betekent dat per 1 september 2018 Mols-Linien exclusief deze routes zal bedienen. Veerboot Povl Anker werd vervolgens gekocht van BornholmerFærgen en zal als reserveveerboot opgenomen worden in de vloot.
1866-2018
Na 162 jaar het hoofdkantoor op de Haven van Rønne te hebben gehad, zullen de veerdiensten worden aangestuurd vanaf Aarhus.
2018
BornholmerFærgens materieel zal opgaan in het moederbedrijf Færgen A/S en het bedrijf zelf zal worden opgedoekt.
Een nieuwe veerboot zal worden ingezet op de route Rønne-Køge en zal de huidige Hammerodde vervangen. Tevens zal een nieuwe catamaran veerboot van het type InCat waarmee Mols-Linien nu vaart in het Kattegat de veerdienst overnemen van Leonora Christina en Villum Claussen.

## Veerdiensten
De belangrijkste veerdienst is Rønne - Ystad, die hoofdzakelijk wordt gevaren met de catamaran Express 1. Sinds de Sontbrug werd geopend, heeft deze verbinding de reistijd van Bornholm naar Kopenhagen gehalveerd van zes naar drie uur. De veerdienst naar Ystad geeft namelijk aansluiting op twee rechtstreekse verbindingen met Kopenhagen die van deze brug gebruikmaken: de trein IC Bornholm van DSB en de Bornholmerbus van Graahundbussen. De tocht met de Hammerodde van Rønne naar Køge, die voorheen vanaf Kopenhagen gevaren werd, duurt zes uur.
Frequentie en duur van de vaarten
| Route            | Frequentie            | Vaartijd                                                              |
| ---------------- | --------------------- | --------------------------------------------------------------------- |
| Rønne - Ystad    | tot 8 vaarten per dag | 1 uur en 15 minuten (snelboot) 2 uur en 30 minuten (gewone veerboten) |
| Rønne - Køge     | 1 vaart per dag       | 5 uur en 30 minuten                                                   |
| Rønne - Sassnitz | 8 vaarten per week    | 3 uur en 30 minuten                                                   |

#### Huidige vloot van BornholmerFærgen
In 2024 bestond de vloot uit drie veerschepen:
Express 1
Een snelle catamaran die de reisduur tussen Rønne en Ystad beperkt tot 80 minuten. 
M/S Povl Anker
De M/S Povl Anker werd in 1978 op de Deense Aalborg scheepswerf gebouwd. Ze is het oudste vaartuig in de BornholmerFærgen vloot. Het vaartuig is vernoemd naar Povl Hansen Anker. BornholmerFærgen wil haar tot en met 2017 in dienst houden als een reserveveerboot. De Povl Anker is geclassificeerd als een I 3/3 E, Deep Sea Car Ferry, ICE II,
M/S Hammerodde
Gebouwd door het Nederlandse Merwede scheepswerf in 2005. Capaciteit van 1235 meter rijbaan, 400 passagiers, 108 bedden in 60 kajuiten. De Hammerodde was herbouwd door STX Europe scheepswerf in 2010 en voorzien van een extra autodek.

### Verdwenen vloot
M/S Dueodde
werd gebouwd door het Nederlandse Merwede scheepswerf in 2005. Capaciteit van 1235 meter rijbaan, 400 passagiers, 108 bedden in 60 kajuiten. De Dueodde is verkocht aan het Nieuw-Zeelandse Bluebridge en werd op 10 oktober 2010 uit de vaart genomen. Ze werd omgedoopt naar Straitsman en werd in dienst genomen op de Cook Straight.
M/S Jens Kofoed (1979-2005)
Jens Kofoed is het zusterschip van M/S Povl Anker. In 2005 verkocht aan Eckerö linjen waar het vaart tussen de plaatsen Eckerö en Grisslehamn. Het vaartuig is vernoemd naar Jens Pedersen Kofod, die net als Povl Hansen Anker actief was in de strijd tegen de Zweedse regering was de neef van Villum Clausen.
M/S Peder Olsen (1991-1999)
Peder Olsen werd gebouwd in 1974 en gedoopt als Kalle III voor Jydsk Færgefart A/S. Ze werd in 1991 in dienst genomen voor Bornholmstrafikken en in 1999 doorverkocht aan Moby Lines.
M/S Rotna (1971-1978)
Ze werd in 1962 gebouwd en werd Kalle gedoopt. Ze werd ingezet op de Juelsminde - Kalundborg Lijn. In 1971 werd ze als de Rotna overgekocht door Bornholmstrafikken en in 1978 uit de vaart genomen. Daarna werd ze doorverkocht aan Gozo Channel Line waar ze overvaarten verzorgde op de Middellandse Zee. In 2002 werd ze uit de vaart genomen en afgebroken.
MS Hammershus (1965-1993)
De Hammershus werd gebouwd bij Jos. L. Meyer, Papenburg, West-Duitsland. De Hammershus werd op 23 juni 1965 in dienst gesteld. Ze had een lengte van 86.9 m, een breedte van 16,04 m en een diepgang van 4,2 m. De Hammershus kon 1000 passagiers en 78 personenauto's vervoeren. In 1993 werd de Hammershus verkocht aan de Hellenic Mediterranean Lines en kreeg de naam Cynthia I. In 1994 werd de Hammershus weer verkocht aan S.E.M. Maritime Co. te Monrovia, Liberia. Ze kreeg nu de naam Kraljica Mira, en werd ingezet op de route tussen Split (Kroatië) en Ancona (Italië). In januari 2005 werd ze verkocht aan India om gesloopt te worden.
HSC Leonora Christina
Snelbootcatamaran; gravin Leonora Christina Ulfeldt (1621-1698) was een van de dochters van de Deense koning Christiaan IV en de jonge adellijke Kirsten Munk.
HSC Villum Clausen
(In de vaart genomen: 2000) Snelbootcatamaran met een capaciteit van 215 auto's en 1055 passagiers die allen een plaatsbewijs nodig hebben. Topsnelheid 48 knopen. Gebouwd door Austal Ships in Australië. Villum Clausen was de broer van Jens Pedersen Kofod, en het was Villum Clausen, die de Zweedse gouverneur Johan Printzensköld met een pistool om het leven bracht, toen die uit het arrest probeerde te ontsnappen.

## Vloot van de rederij
De rederij heeft vanaf het begin vele schepen in dienst gehad, met namen die bekend zijn van het eiland Bornholm. Sinds 1950 worden ook persoonsnamen gebruikt.

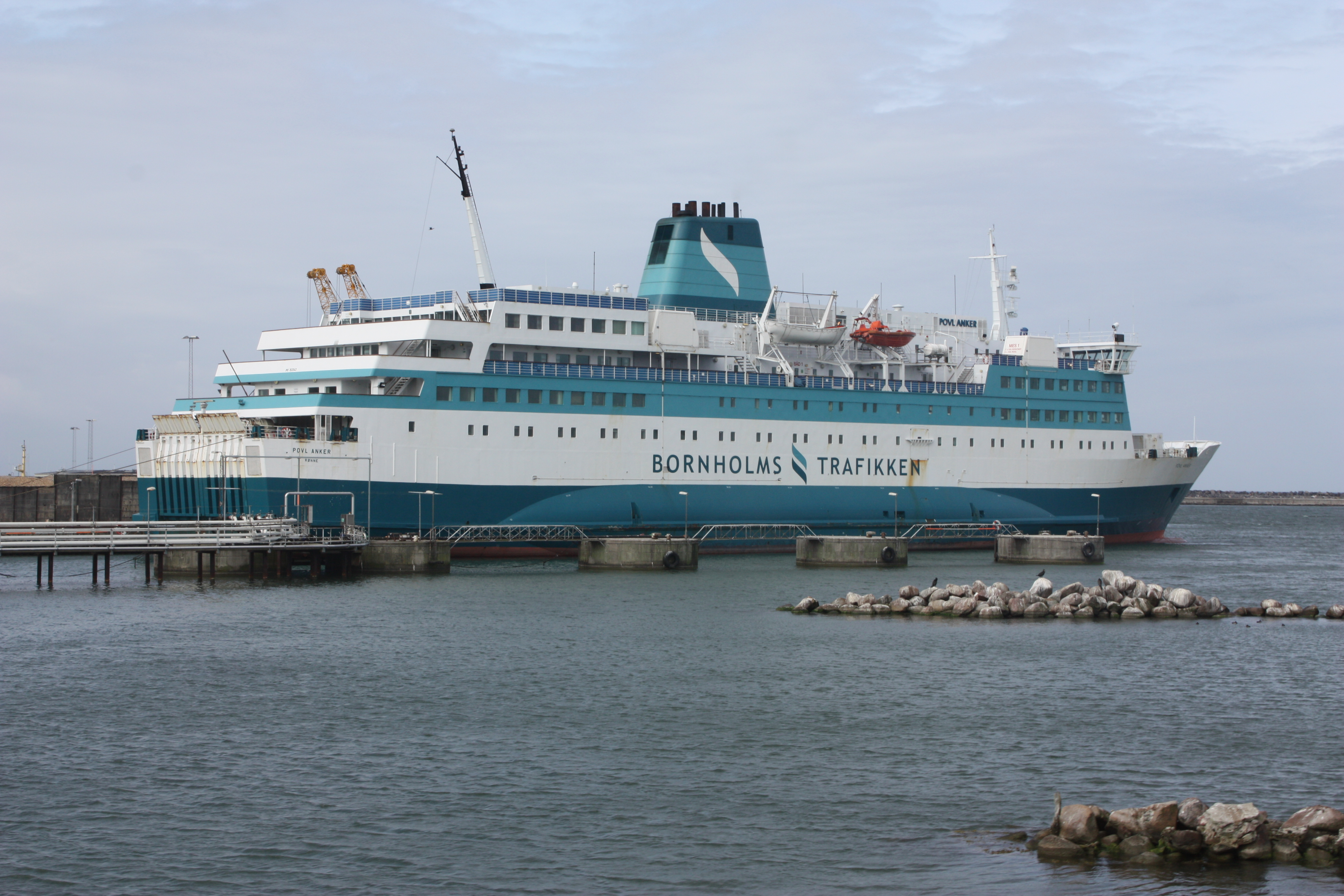
M/S Povl Anker
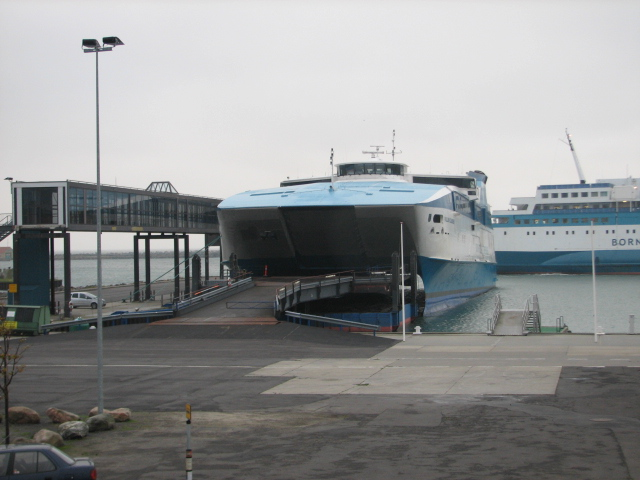
HSC Villum Clausen en M/S Povl Anker
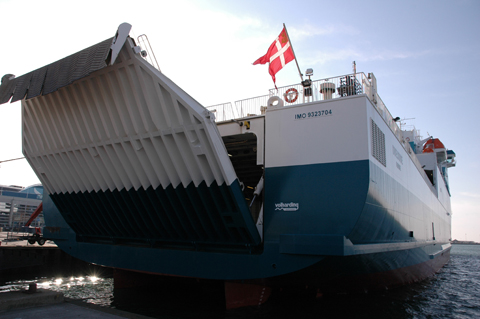
Dueodde
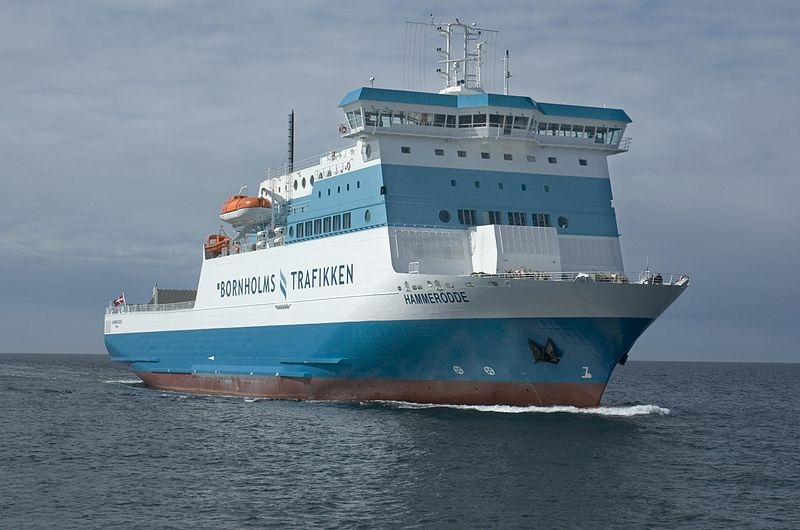
Hammerodde
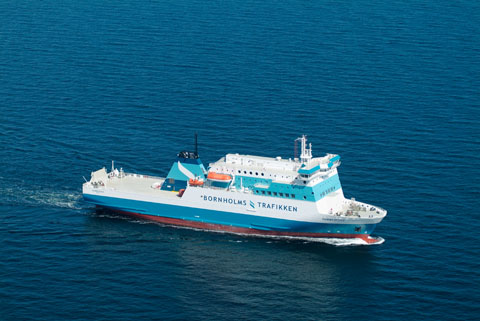
Hammerodde op zee
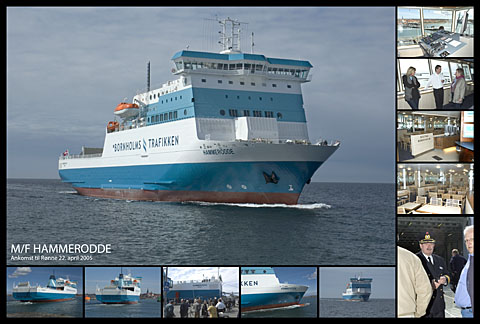
Ansichtkaart van Hammerodde
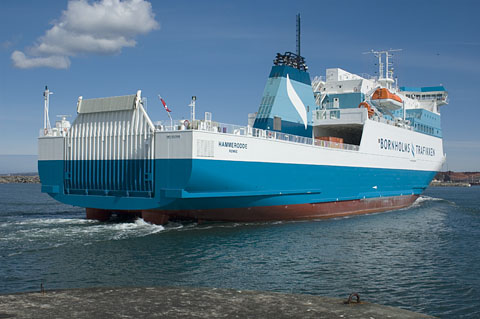
Hammerodde dicht bij de haven van Rønne
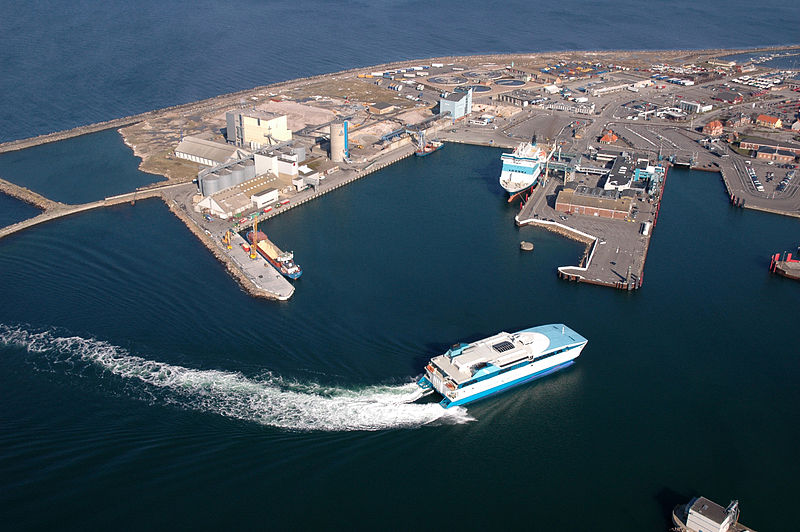
Villum Clausen in de haven van Rønne
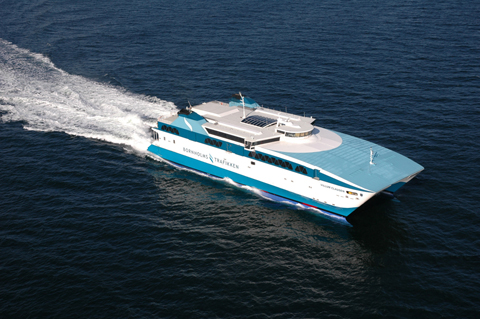
Villum Clausen
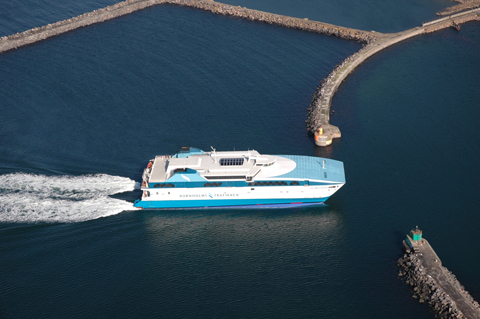
Villum Clausen dicht bij de haven van Rønne